# Bossiella
Bossiella P.C. Silva, 1957  é o nome botânico  de um gênero de algas vermelhas pluricelulares da família Corallinaceae, subfamília Corallinoideae.
- São algas marinhas, encontradas na costa do Oceano Pacífico desde a América do Sul até o Alasca.

## Sinonímia
- Bossea Manza, 1937

## Espécies
Atualmente apresenta 5 espécies taxonomicamente válidas:
- Bossiella californica (Decaisne) P.C. Silva, 1957
- Bossiella chiloensis (Decaisne) H.W. Johansen, 1971
- Bossiella compressa Kloczcova, 1978
- Bossiella orbigniana (Decaisne) P.C. Silva, 1957
- Bossiella plumosa (Manza) P.C. Silva, 1957